# Épizon (Épizon)
Épizon ist eine ehemalige Gemeinde mit 128 Einwohnern (Stand: 1. Januar 2022) im französischen Département Haute-Marne in der Region Grand Est. Sie gehörte zum Arrondissement Saint-Dizier. Die Bewohner werden Epizonais und Epizonaises genannt.
Der Erlass des Präfekten vom 28. Februar 2013 legte mit Wirkung zum gleichen Tag die Eingliederung von Épizon als Commune déléguée zusammen mit der früheren Gemeinde Pautaines-Augeville zur gleichnamigen Commune nouvelle Épizon fest.

## Geografie
Épizon liegt im Nordosten des Départements Haute-Marne etwa 41 Kilometer südöstlich von Saint-Dizier, etwa 26 Kilometer westnordwestlich von Neufchâteau und etwa 34 Kilometer nordnordöstlich von Chaumont im Südosten der historischen Provinz der Champagne. Der Ort befindet sich auf dem Plateau zwischen den Flusstälern von Marne und Maas. Prägend für das Ortsgebiet sind die fehlenden oberirdischen Fließgewässer. Das Bodenrelief ist hügelig ausgeprägt mit Höhen durchweg über 300 m und einem hervorgehobenen, von Südwest nach Nordost verlaufenden Höhenzug nordwestlich des Ortszentrums. Dort wird an zwei Stellen mit 422 m auch die höchste Erhebung des Orts gemessen. Die geografische Lage erlaubt den Betrieb von derzeit drei Windparks mit 39 Windkraftanlagen. Das Ortszentrum weist die Siedlungsform eines Straßendorfs auf. Es liegt auf etwa 365 m Höhe.
Umgeben wird der Ort Épizon von neun Nachbargemeinden und der Commune déléguée der Commune nouvelle Épizon:
| Thonnance-les-Moulins | Germay                                      | Germisay                     |
| Annonville            | Kompassrose, die auf Nachbargemeinden zeigt | Morionvilliers Chambroncourt |
| Domremy-Landéville    | Pautaines-Augeville (Commune déléguée)      | Leurville Busson             |

## Geschichte
Im Jahre 1972 wurde die bis dahin selbstständige Gemeinde Bettoncourt-le-Haut als Commune associée eingegliedert. Im Zuge der Gründung der Commune nouvelle Épizon wurde dies zu einer einfachen Fusion.
In gallorömischer Zeit durchquerte eine Römerstraße das Ortsgebiet. Das Lehen von Épizon war seit dem 13. Jahrhundert im Besitz des Seigneurs von Reynel. Im 17. Jahrhundert gehörte es der Familie Beaujeu, die in Chambroncourt wohnten.
Ab dem 12. Jahrhundert gab es Lehnsherren von Bettoncourt mit dem gleichen Namen. Eudes de Bettoncourt wurde hierbei als Erster 1190 erwähnt. Ab 1250 besaßen die Seigneurs de Sailly das Lehen, die der Zisterzienserinnenabtei Benoîtevaux Grundstücke stifteten. 1293 verkaufte Gui de Joinville das Lehen Bettoncourt an die Abtei Saint-Urbain. 1343 erwarben die Mönche von Saint-Urbain die Besitzstücke der Abtei Benoîtevaux. In der Folge kam das Gebiet zum Fürstentum Joinville, weiterverkauft an Claude de Lorraine. Nach der Überlieferung wurde das Dorf von Truppen des Kaisers Karl V. im 16. Jahrhundert zerstört.

## Bevölkerungsentwicklung

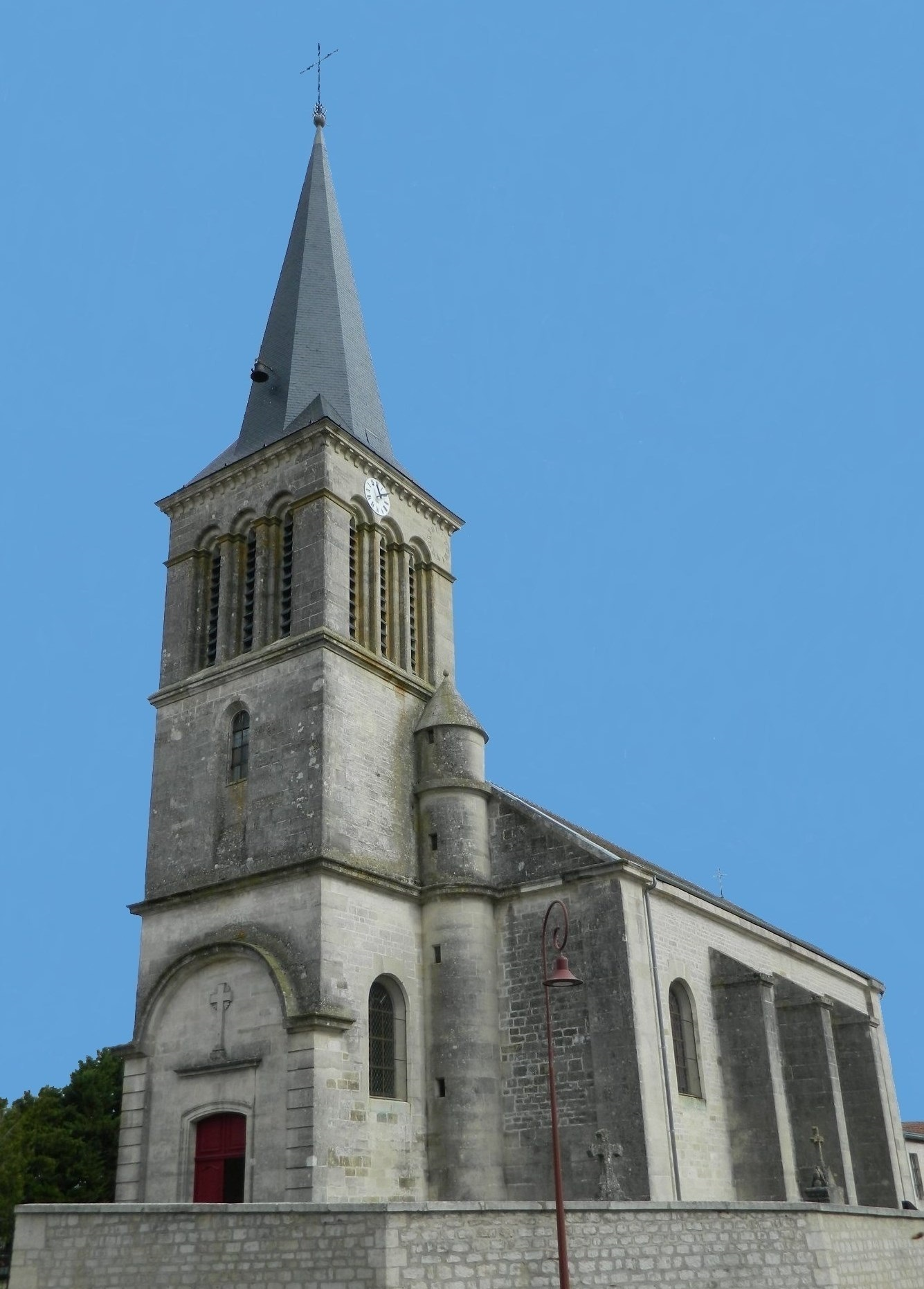
Kirche Saint-Didier

| Épizon: Einwohnerzahlen von 1793 bis 2020                                                                                  | Épizon: Einwohnerzahlen von 1793 bis 2020 | Épizon: Einwohnerzahlen von 1793 bis 2020 | Épizon: Einwohnerzahlen von 1793 bis 2020 | Épizon: Einwohnerzahlen von 1793 bis 2020 |
| --- | ----------------------------------------- | ----------------------------------------- | ----------------------------------------- | ----------------------------------------- |
| Jahr |                                           |                                           |                                           | Einwohner                                 |
| 1793 | 1793                                      |                                           | 215                                       | 215                                       |
| 1800 | 1800                                      |                                           | 269                                       | 269                                       |
| 1806 | 1806                                      |                                           | 267                                       | 267                                       |
| 1821 | 1821                                      |                                           | 305                                       | 305                                       |
| 1831 | 1831                                      |                                           | 401                                       | 401                                       |
| 1836 | 1836                                      |                                           | 396                                       | 396                                       |
| 1841 | 1841                                      |                                           | 413                                       | 413                                       |
| 1846 | 1846                                      |                                           | 396                                       | 396                                       |
| 1851 | 1851                                      |                                           | 403                                       | 403                                       |
| 1856 | 1856                                      |                                           | 395                                       | 395                                       |
| 1861 | 1861                                      |                                           | 385                                       | 385                                       |
| 1866 | 1866                                      |                                           | 399                                       | 399                                       |
| 1872 | 1872                                      |                                           | 372                                       | 372                                       |
| 1876 | 1876                                      |                                           | 356                                       | 356                                       |
| 1881 | 1881                                      |                                           | 356                                       | 356                                       |
| 1886 | 1886                                      |                                           | 337                                       | 337                                       |
| 1891 | 1891                                      |                                           | 325                                       | 325                                       |
| 1896 | 1896                                      |                                           | 312                                       | 312                                       |
| 1901 | 1901                                      |                                           | 259                                       | 259                                       |
| 1906 | 1906                                      |                                           | 258                                       | 258                                       |
| 1911 | 1911                                      |                                           | 245                                       | 245                                       |
| 1921 | 1921                                      |                                           | 200                                       | 200                                       |
| 1926 | 1926                                      |                                           | 228                                       | 228                                       |
| 1931 | 1931                                      |                                           | 200                                       | 200                                       |
| 1936 | 1936                                      |                                           | 201                                       | 201                                       |
| 1946 | 1946                                      |                                           | 193                                       | 193                                       |
| 1954 | 1954                                      |                                           | 200                                       | 200                                       |
| 1962 | 1962                                      |                                           | 214                                       | 214                                       |
| 1968 | 1968                                      |                                           | 176                                       | 176                                       |
| 1975 | 1975                                      |                                           | 207                                       | 207                                       |
| 1982 | 1982                                      |                                           | 174                                       | 174                                       |
| 1990 | 1990                                      |                                           | 154                                       | 154                                       |
| 1999 | 1999                                      |                                           | 114                                       | 114                                       |
| 2006 | 2006                                      |                                           | 135                                       | 135                                       |
| 2013 | 2013                                      |                                           | 159                                       | 159                                       |
| 2020 | 2020                                      |                                           | 138                                       | 138                                       |
| Quelle(n): EHESS/Cassini bis 1999, INSEE ab 2006 Anmerkung(en): Ab 1962 offizielle Zahlen ohne Einwohner mit Zweitwohnsitz |                                           |                                           |                                           |                                           |

## Sehenswürdigkeiten
- Kirche Saint-Didier
- Kapelle Sainte-Barbe (ehemalige Einsiedelei)
- Kirche Saint-Remy im Ortsteil Bettoncourt-le-Haut